# Cantonul Herțegovina de Vest
Cantonul Herțegovina de Vest este una dintre cele 10  unități administrativ-teritoriale de gradul I  ale statului  Bosnia și Herțegovina (Federația Bosniei și Herțegovinei). Are o populație de 88.988 locuitori. Reședința sa este orașul Siroki Brijeg.